# Родненский сельсовет
Родненский сельсовет (белор. Родненскі сельсавет) — административная единица на территории Климовичского района Могилёвской области Белоруссии. Административный центр — агрогородок Родня.

## История
Решением Могилёвского областного Совета депутатов от 21 декабря 2011 г. Родненскому сельсовету переданы деревни Лозовица, Осмоловичи, Уздевичи, Федотовка, Шумовка, входившие в состав упразднённого Лозовицкого сельсовета.
Этим же решением Могилёвского областного Совета депутатов, напротив, входившие в состав Родненского сельсовета агрогородок Малашковичи, деревни Васьковка, Заходы, Казусевка, Матеевка, Суров, Якубовка переданы Галичскому сельсовету.
21 июня 2023 года в состав Родненского сельсовета включена часть населённых пунктов упразднённого Галичского сельсовета (агрогородок Малышковичи, деревни Васьковка, Заходы, Казусёвка, Матеёвка, Суров, Якубовка).

## Состав
Включает 26 населённых пунктов:
- Васьковка — деревня.
- Гришин — деревня.
- Заходы — деревня.
- Казусёвка — деревня.
- Кривая — деревня.
- Крупня — деревня.
- Леонполье — деревня.
- Лозовица — деревня.
- Малышковичи — агрогородок.
- Матеёвка — деревня.
- Мыслевщина — деревня.
- Осмоловичи — деревня.
- Потороновка — деревня.
- Прудок — деревня.
- Родня — агрогородок.
- Семеновка 1 — деревня.
- Сидоровка — деревня.
- Слобода — деревня.
- Соболевка — деревня.
- Судзилы — деревня.
- Суров — деревня.
- Уздевичи — деревня.
- Федотовка — деревня.
- Холдеевка — деревня.
- Шумовка — деревня.
- Якубовка — деревня.

Упразднённые населённые пункты:
- Богдановка — деревня.
- Глинчено — деревня.
- Писляковка — деревня.

## Известные уроженцы
- Куляко, Георгий Петрович (1903—1991) — советский военачальник, генерал-майор. Родился в м. Родня.